# Пенкин, Николай Семёнович
Николай Семёнович Пенкин — российский учёный, доктор технических наук, профессор кафедры механики, конструирования и технологий в машиностроении Северо-Кавказского федерального университета, заслуженный деятель науки и техники РФ.

## Биография
Родился 21 июня 1931 года в Курсавском (Андроповском) районе Ставропольского края. Окончил машиностроительный факультет Ленинградского института водного транспорта (ЛИВТ) по специальности «Судовые машины и механизмы» (1959). Работал там же: младший научный сотрудник, начальник лаборатории износостойкости и упрочнения деталей машин. Поступил в аспирантуру по специальности «Судовое машиностроение», в 1965 г. защитил кандидатскую диссертацию на тему: «Исследование износостойкости синтетических материалов в гидроабразивной среде».
В период 1964—2008 гг. — доцент, зав. кафедрой деталей машин, проректор по НИР, ректор Ставропольского политехнического института. С 2008 г. профессор кафедры механики, конструирования и технологий в машиностроении Северо-Кавказского федерального университета.
Докторская диссертация:
- Износостойкость гуммированных деталей машин в абразивных средах : диссертация … доктора технических наук : 05.02.04. — Ставрополь, 1978. — 459 с. : ил.

Научная сфера — разработка технологий повышения долговечности быстроизнашивающихся деталей машин.
Инициатор создания научной школы по проблемам трения и износа высокоэластичных материалов.
Получил 47 авторских свидетельств и патентов на изобретения.
Заслуженный деятель науки и техники РФ (26.11.1994). Награждён 5 медалями Российской Федерации.
Умер в Ставрополе 19 ноября 2019 года.

## Сочинения
- Гуммированные детали машин [Текст] / Н. С. Пенкин. — Москва : Машиностроение, 1977. — 199 с. : ил.; 22 см.
- Износостойкость деталей земснарядов [Текст] / А. В. Картышов, Н. С. Пенкин, Л. И. Погодаев. — Ленинград : Машиностроение. [Ленингр. отд-ние], 1972. — 160 с. : ил.; 22 см.
- Повышение износостойкости горно-обогатительного оборудования / [Н. С. Пенкин, Е. П. Капралов, П. В. Маляров и др.]; под ред. Н. С. Пенкина. — Москва : Недра, 1992. — 263, [2] с. : ил.; 21 см; ISBN 5-247-02233-5
- Основы трибологии и триботехники : учебное пособие для студентов высших учебных заведений, обучающихся по специальности 170600 «Машины и аппараты пищевых производств» направления подготовки дипломированного специалиста 655800 «Пищевая инженерия» / Н. С. Пенкин, А. Н. Пенкин, В. М. Сербин. — Москва : Машиностроение, 2008. — 207 с. : ил., табл.; 21 см. — (Для вузов).; ISBN 978-5-217-03437-6 (В пер.)
- Основы трибологии и триботехники [Текст] : учебное пособие для студентов высших учебных заведений, обучающихся по специальности 170600 «Машины и аппараты пищевых производств» направления подготовки дипломированного специалиста 655800 «Пищевая инженерия» / Н. С. Пенкин, А. Н. Пенкин, В. М. Сербин. — Изд. 2-е, стер. — Москва : Машиностроение, 2011. — 207 с. : ил., табл.; 21 см. — (Для вузов : В).; ISBN 978-5-94275-583-6
- Гуммированные детали машин [Текст] / Н. С. Пенкин [и др.]; под ред. Н. С. Пенкина. — Изд. 2-е, перераб. и доп. — Москва : Машиностроение, 2013. — 245 с. : ил.; 21 см; ISBN 978-5-94275-701-4
- Композитные детали на основе эластомеров [Текст] / Н. С. Пенкин, В. М. Сербин, А. М. Павлов, О. И. Кутькин. — Ставрополь : [б. и.], 2016. — 71 с. : ил., табл., цв. ил.; 21 см; ISBN 978-5-9908147-0-7 : 100 экз.